# Llista d'espècies de simfitognàtids
Aquesta és la llista d'espècies de simfitognàtids, una família d'aranyes araneomorfes descrita per primer cop per V.V. Hickman el 1931. Conté la informació recollida fins al 18 de juliol de 2006 i hi ha citats 6 gèneres i 44 espècies. La seva distribució es localitza a Amèrica Central i voltants, Sud-àfrica i alguns llocs de l'Àfrica Central, Oceania, Sud-est d'Àsia i Japó.

## Gèneres i espècies

### Anapistula
Anapistula Gertsch, 1941
- Anapistula appendix Tong & Li, 2006 (Xina)
- Anapistula aquytabuera Rheims & Brescovit, 2003 (Brasil)
- Anapistula Austràlia Forster, 1959 (Queensland)
- Anapistula ayri Rheims & Brescovit, 2003 (Brasil)
- Anapistula bebuia Rheims & Brescovit, 2003 (Brasil)
- Anapistula benoiti Forster & Platnick, 1977 (Congo)
- Anapistula bifurcata Harvey, 1998 (Territori del Nord)
- Anapistula boneti Forster, 1958 (Mèxic)
- Anapistula caecula Baert & Jocqué, 1993 (Costa d'Ivori)
- Anapistula cuttacutta Harvey, 1998 (Territori del Nord)
- Anapistula guyri Rheims & Brescovit, 2003 (Brasil)
- Anapistula ishikawai Ono, 2002 (Japó)
- Anapistula jerai Harvey, 1998 (Malàisia, Borneo, Kalimantan, Krakatoa)
- Anapistula pocaruguara Rheims & Brescovit, 2003 (Brasil)
- Anapistula secreta Gertsch, 1941 (EUA fins a Colòmbia, Bahames, Jamaica)
- Anapistula seychellensis Saaristo, 1996 (Seychelles)
- Anapistula tonga Harvey, 1998 (Tonga)
- Anapistula troglobia Harvey, 1998 (Oest d'Austràlia)
- Anapistula ybyquyra Rheims & Brescovit, 2003 (Brasil)

### Anapogonia
Anapogonia Simon, 1905
- Anapogonia lyrata Simon, 1905 (Java)

### Curimagua
Curimagua Forster & Platnick, 1977
- Curimagua bayano Forster & Platnick, 1977 (Panamà)
- Curimagua chapmani Forster & Platnick, 1977 (Veneçuela)

### Globignatha
Globignatha Balogh & Loksa, 1968
- Globignatha rohri (Balogh & Loksa, 1968) (Brasil)
- Globignatha sedgwicki Forster & Platnick, 1977 (Belize)

### Patu
Patu Marples, 1951
- Patu digua Forster & Platnick, 1977 (Colòmbia)
- Patu eberhardi Forster & Platnick, 1977 (Colòmbia)
- Patu marplesi Forster, 1959 (Samoa)
- Patu saladito Forster & Platnick, 1977 (Colòmbia)
- Patu samoensis Marples, 1951 (Samoa)
- Patu silho Saaristo, 1996 (Seychelles)
- Patu vitiensis Marples, 1951 (Fiji)
- Patu woodwardi Forster, 1959 (Nova Guinea)

### Symphytognatha
Symphytognatha Hickman, 1931
- Symphytognatha blesti Forster & Platnick, 1977 (Nova Gal·les del Sud)
- Symphytognatha brasiliana Balogh & Loksa, 1968 (Brasil)
- Symphytognatha carstica Brescovit, Álvares & Lopes, 2004 (Brasil)
- Symphytognatha chickeringi Forster & Platnick, 1977 (Jamaica)
- Symphytognatha fouldsi Harvey, 2001 (Oest d'Austràlia)
- Symphytognatha gertschi Forster & Platnick, 1977 (Mèxic)
- Symphytognatha globosa Hickman, 1931 (Tasmània)
- Symphytognatha goodnightorum Forster & Platnick, 1977 (Belize)
- Symphytognatha imbulunga Griswold, 1987 (Sud-àfrica)
- Symphytognatha orghidani Georgescu, 1988 (Cuba)
- Symphytognatha picta Harvey, 1992 (Oest d'Austràlia)
- Symphytognatha tacaca Brescovit, Álvares & Lopes, 2004 (Brasil)
- Symphytognatha ulur Platnick, 1979 (Nova Guinea)